# Halina Garbalińska
Halina Małgorzata Garbalińska – polska inżynier, nauczycielka akademicka, profesor zwyczajna i nadzwyczajna nauk technicznych, była dziekan Wydziału Budownictwa i Architektury Politechniki Szczecińskiej, a następnie także Zachodniopomorskiego Uniwersytetu Technologicznego w Szczecinie.
Była sygnatariuszką apelu 300 naukowców sprzeciwiających się procedurze In-Vitro, domagając się ustawowego zakazu stosowania metody, skierowanego do posłów na Sejm.

## Życiorys
W 1992 roku obroniła na Politechnice Szczecińskiej pracę doktorską zatytułowaną Ocena współczynnika dyfuzji wilgoci w izotermicznym procesie wysychania zapraw cementowych. Rozpoczęła następnie pracę na tejże uczelni, gdzie została kierowniczką Katedry Dróg, Mostów i Materiałów Budowlanych. W 2004 roku habilitowała się na Politechnice Wrocławskiej. Została dziekanem Wydziału Budownictwa i Architektury PS, a po zmianach strukturalnych dziekanem tożsamego wydziału na Zachodniopomorskim Uniwersytecie Technologicznym. Objęła następnie funkcję kierowniczki Katedry Dróg, Mostów i Materiałów Budowlanych ZUT. W 2008 roku została członkinią Komitetu Inżynierii Lądowej i Wodnej Polskiej Akademii Nauk.
W 2012 roku była sygnatariuszką apelu naukowców sprzeciwiających się procedurze In-Vitro, postulując jednocześnie o jej zakazanie.
We wrześniu 2015 roku, z rąk Prezydenta Andrzeja Dudy, odebrała nominację profesorską. Objęła funkcję kierowniczki Katedry Fizyki Budowli i Materiałów Budowlanych Wydziału Budownictwa i Inżynierii Środowiska ZUT.
Jest autorką 42 publikacji naukowych, a także promotorką 4 prac doktorskich i recenzentką 9 doktoratów.